# Glionnetia
Glionnetia es un género monotípico de plantas con flores perteneciente a la familia de las rubiáceas. Incluye una sola especie: Glionnetia sericea (Baker) Tirveng. (1984). Es nativa de las Seychelles.
Glionnetia sericea es endémica en Mahé y Silhouette, en Seychelles. La extensión de la presencia  y el área de ocurrencia se estima que es de más de 55 km ². En Mahé, la población está en el borde de la extinción. A medida que el hábitat favorito está fuertemente invadido por especies exóticas invasoras, tales como Psidium cattleianum y Cinnamomum verum, se lleva a cabo una disminución continua de la calidad del hábitat. La regeneración de las especies es pobre, aunque en algunos sitios hay una reproducción exitosa que es observable. 

## Taxonomía
Glionnetia sericea fue descrita por (Baker) Tirveng. y publicado en Bulletin du Muséum National d'Histoire Naturelle, Section B, Adansonia. Botanique Phytochimie 6: 202, en el año 1984.
Sinonimia
- Ixora sericea Baker
- Randia sericea (Baker) Hemsl. basónimo[4]